# 不伦瑞克统治者列表
神圣罗马帝国皇帝韦尔夫家族的奥托四世在韦尔夫家族与霍亨施陶芬家族的争斗中于1215年被推翻，失去了萨克森的大部分土地，仅保有不伦瑞克。他于1218年去世后，他的哥哥莱茵行宫伯爵亨利将韦尔夫家的全部遗产留给他最小的弟弟威廉的独子“孩子”奧托，奥托于1235年被封为第一任不伦瑞克-吕内堡公爵（Herzog von Braunschweig-Lüneburg）。

## 不伦瑞克-吕讷堡公爵
- 1235年－1252年：奧托 Otto das Kind 绰号“孩子”
- 1252年－1279年：阿爾布雷希特一世 Albrecht I. der Große 绰号“伟大的”

1279年分为不伦瑞克-格鲁本哈根、不伦瑞克-哥廷根和不伦瑞克-沃尔芬比特尔（第一次分封）。

## 不伦瑞克-格鲁本哈根公爵
- 1279年－1322年：亨利一世 Heinrich I of Braunschweig-Grubenhagen "der Wunderliche" 阿尔布雷希特一世长子，绰号“古怪的”
- 1322年－1351年：亨利二世 亨利一世第三子，绰号“希腊的亨利”
- 1322年－1361年：恩斯特一世 Ernst I 亨利一世第六子
- 1322年－1360年：威廉 Wilhelm 亨利一世第七子
- 1351年－1399年：奧托 Otto der Tarentiner “希腊的亨利”独子，塔兰托亲王和亚该亚亲王，无嗣
- 1361年－1383年：阿爾布雷希特一世 恩斯特一世次子
- 1361年－1401年：约翰 恩斯特一世第三子，无嗣
- 1361年－1402年：恩斯特二世（德语：Ernst von Braunschweig-Grubenhagen (Abt)） 恩斯特一世第四子
- 1383年－1427年：埃里希一世 Erich I 阿尔布雷西特一世长子
- 1402年－1420年：腓特烈（英语：Frederick I, Duke of Brunswick-Osterode） Friedrich 恩斯特一世第五子
- 1420年－1452年：奧托二世（英语：Otto II, Duke of Brunswick-Osterode） 腓特烈之子，无嗣
- 1427年－1464年：亨利三世 埃里希一世长子
- 1427年－1466年：恩斯特三世（英语：Ernest II, Duke of Brunswick-Grubenhagen） 埃里希一世次子，无嗣
- 1427年－1485年：阿爾布雷希特二世 埃里希一世第三子
- 1464年－1526年：亨利四世（英语：Henry IV, Duke of Brunswick-Grubenhagen） 亨利三世之子，无嗣
- 1485年－1551年：菲利普一世 Philipp I 阿尔布雷西特二世次子
- 1485年－1496年：恩斯特四世 阿尔布雷西特二世第三子，无嗣
- 1551年－1567年：恩斯特五世 菲利普一世次子，无嗣
- 1551年－1595年：沃夫岡 Wolfgang 菲利普一世第六子，无嗣
- 1551年－1596年：菲利普二世 菲利普一世第七子，无嗣

1596年，不伦瑞克-格鲁本哈根绝嗣，归于不伦瑞克-沃尔芬比特尔。

## 不伦瑞克-哥廷根公爵
- 1279年－1318年：阿爾布雷希特二世 Albrecht II of Braunschweig-Göttingen "der Fette" 阿尔布雷西特一世次子，绰号“胖子”
- 1318年－1344年：奧托 阿尔布雷希特二世长子，无嗣
- 1318年－1345年：馬格努斯一世 Magnus I von Braunschweig-Göttingen 阿尔布雷希特二世第六子，1345年起为不伦瑞克-沃尔芬比特尔公爵

1345年，不伦瑞克-哥廷根长系更名不伦瑞克-沃尔芬比特尔，幼系获得不伦瑞克-哥廷根公爵称号

### 不伦瑞克-沃尔芬比特尔公爵（第二次分封）
- 1345年－1369年：马格努斯一世
- 1369年－1373年：馬格努斯二世

1373年分为不伦瑞克-吕内堡（第二次分封）和不伦瑞克-沃尔芬比特尔（幼系）。

### 不伦瑞克-吕内堡公爵（第二次分封）
- 1373年－1400年：腓特烈一世马格努斯二世长子，在爱因贝克
- 1373年－1434年：博恩哈德一世 Bernhard I von Braunschweig-Lüneburg 马格努斯二世第三子
- 1434年－1445年：奧托四世 博恩哈德一世长子，绰号“羔羊”
- 1451年－1457年：腓特烈二世 博恩哈德一世次子
- 1457年－1464年：博恩哈德二世 腓特烈二世长子
- 1464年－1471年：奧托五世 腓特烈二世次子
- 1471年－1521年：亨利七世
- 1521年－1527年：奧托九世 亨利七世长子，1527年为不伦瑞克-哈尔堡公爵奥托一世
- 1521年－1527年：恩斯特一世 亨利七世次子，1527年为不伦瑞克-策勒公爵
- 1521年－1527年：弗朗茨一世（英语：Francis, Duke of Brunswick-Lüneburg） 亨利七世第三子，1527年为不伦瑞克-基福霍恩公爵

1527年，不伦瑞克-吕内堡分为不伦瑞克-哈尔堡、不伦瑞克-策勒和不伦瑞克-基福霍恩。

#### 不伦瑞克-哈尔堡公爵
- 1527年－1549年：不倫瑞克-哈爾堡公爵奧托一世 Otto I von Braunschweig-Harburg
- 1549年－1603年：不倫瑞克-哈爾堡公爵奥托二世
- 1603年－1642年：威廉·奥古斯特 Wilhelm August 奥托二世第三子
- 1603年－1606年：克里斯托夫（英语：Christopher, Duke of Brunswick-Harburg） Christof 奥托二世第六子

1642年不伦瑞克-哈尔堡绝嗣，归于不伦瑞克-策勒。

#### 不伦瑞克-策勒公爵（第一次分封）
- 1527年－1546年：恩斯特一世 Ernst I von Braunschweig-Celle
- 1546年－1559年：弗朗茨·奥托 Franz Otto 恩斯特一世长子
- 1546年－1569年：亨利 Heinrich 恩斯特一世第三子，1569年起为不伦瑞克-丹南贝格公爵
- 1546年－1569年：威廉五世 恩斯特一世第四子，1569年起为不伦瑞克-吕内堡公爵

1569年，不伦瑞克-策勒分为不伦瑞克-丹南贝格和不伦瑞克-吕内堡（第三次分封）。

#### 不伦瑞克-丹南贝格公爵
- 1569年－1598年：亨利
- 1598年－1636年：尤利烏斯·恩斯特 Julius Ernst 亨利长子，无嗣
- 1598年－1634年：奥古斯特二世 August II 亨利第四子，1634年起为不伦瑞克-沃尔芬比特尔公爵

1634年不伦瑞克-丹南贝格得到沃尔芬比特尔，不伦瑞克-丹南贝格公爵改称不伦瑞克-沃尔芬比特尔公爵。

#### 不伦瑞克-沃尔芬比特尔公爵（丹南贝格系）
- 1634年－1666年：奥古斯特二世

1666年不伦瑞克-沃尔芬比特尔分出不伦瑞克-贝韦仑。
- 1666年－1704年：鲁道夫·奥古斯特 Rudolf August 奥古斯特二世次子
- 1666年－1714年：安东·乌尔里希 Anton Ulrich 奥古斯特二世第三子
- 1714年－1731年：奥古斯特·威廉 August Wilhelm 安东·乌尔里希第三子
- 1731年－1735年：路德维希·魯道夫 Ludwig Rudolf 安东·乌尔里希第七子，1714年－1731年为不伦瑞克-布兰肯贝格公爵

1735年不伦瑞克-沃尔芬比特尔主系绝嗣，归于不伦瑞克-贝韦仑。

##### 不伦瑞克-贝韦仑公爵
- 1666年－1687年：斐迪南·阿爾布雷希特一世 Ferdinand Albrecht I von Braunschweig-Bevern 奥古斯特二世第四子
- 1687年－1704年：奥古斯特·斐迪南（德语：August Ferdinand von Braunschweig-Wolfenbüttel-Bevern） August Ferdinand 斐迪南·阿尔布雷希特一世第三子
- 1704年－1735年：斐迪南·阿爾布雷希特二世 斐迪南·阿尔布雷希特一世第四子
- 1733年－1746年：恩斯特·斐迪南 Ernst Ferdinand 斐迪南·阿尔布雷希特一世第六子

1735年不伦瑞克-沃尔芬比特尔主系绝嗣，不伦瑞克-贝韦仑公爵长系继承之并改称不伦瑞克-沃尔芬比特尔公爵。
- 1746年－1781年：奥古斯特·威廉 恩斯特·斐迪南长子，无嗣
- 1781年－1806年：弗里德里希·卡爾·斐迪南（英语：Frederick Charles Ferdinand, Duke of Brunswick-Wolfenbüttel-Bevern） Friedrich Karl Ferdinand 恩斯特·斐迪南第六子，无嗣

1806年不伦瑞克-贝韦仑并入威斯特法侖王國，最终于1809年绝嗣。

#### 不伦瑞克-沃尔芬比特尔公爵（丹南贝格新系）
- 1735年：斐迪南·阿尔布雷希特二世
- 1735年－1780年：卡尔一世 Karl I
- 1780年－1806年：卡尔·威廉·斐迪南 Karl Wilhelm Ferdinand

1806年不伦瑞克-沃尔芬比特尔并入威斯特法仑王国，1813年复辟。
- 1813年－1815年：腓特烈·威廉 Friedrich Wilhelm
- 1815年－1830年：卡爾二世 弗里德里希·威廉长子，1873年去世，无嗣
- 1830年－1884年：威廉 弗里德里希·威廉次子，无嗣

1884年不伦瑞克-沃尔芬比特尔（丹南贝格系）绝嗣，不伦瑞克公国由吕内堡（卡伦贝格系）继承。

#### 不伦瑞克-吕内堡公爵（第三次分封）
- 1569年－1592年：威廉五世
- 1592年－1611年：恩斯特一世 威廉五世长子，无嗣
- 1611年－1633年：克里斯蒂安 威廉五世次子，无嗣
- 1633年－1636年：奥古斯特 威廉五世第三子，无嗣

1636年不伦瑞克-吕内堡分为不伦瑞克-策勒（第二次分封）和不伦瑞克-卡伦贝格（第三次分封）。

##### 不伦瑞克-策勒公爵（第二次分封）
- 1636年－1648年：腓特烈 威廉五世第四子，无嗣，1642年哈尔堡并入
- 1648年－1665年：克里斯蒂安·路德维希 1641年至1648年为不伦瑞克-卡伦贝格公爵，无嗣
- 1665年－1705年：格奧爾格二世·威廉 1648年至1665年为不伦瑞克-卡伦贝格公爵，无嗣

1705年不伦瑞克-策勒绝嗣，归于汉诺威选侯国。

##### 不伦瑞克-卡伦贝格公爵
- 1636年-1641年：格奧爾格一世（Georg von Braunschweig-Lüneburg zu Kalenberg）
- 1641年-1648年：克里斯蒂安·路德維希（Christian Ludwig）  格奥尔格一世长子，1648年-1665年任不伦瑞克-策勒公爵。
- 1648年-1665年：格奧爾格二世·威廉（Georg II Wilhelm）  格奥尔格一世次子，1665年-1703年任不伦瑞克-策勒公爵。
- 1665年-1679年：約翰·腓特烈（Johann Friedrich）  格奥尔格一世第三子
- 1679年-1692年：恩斯特·奧古斯特（Ernst August）  格奥尔格一世第四子，1692年成为汉诺威选侯

见汉诺威统治者列表。

#### 不伦瑞克-基福霍恩公爵
- 1539年－1549年：弗朗茨（英语：Francis, Duke of Brunswick-Lüneburg） Franz von Braunschweig-Giffhorn 无嗣

1549年不伦瑞克-基福霍恩绝嗣，归于不伦瑞克-哈尔堡。

### 不伦瑞克-沃尔芬比特尔公爵（幼系）
- 1373年－1416年：亨利三世 马格努斯二世第四子
- 1416年－1482年：威廉四世 亨利二世长子
- 1416年－1473年：亨利五世 亨利二世次子，绰号“和平的”，无嗣
- 1482年－1495年：威廉五世 威廉一世长子

- 1482年－1485年 腓特烈三世 Friedrich II von Braunschweig-Calenberg 威廉一世次子，不伦瑞克-卡伦贝格公爵，无嗣

- 1495年－1514年：亨利八世 威廉二世长子

- 1495年－1540年：埃里希一世 Erich I von Braunschweig-Kalenberg 威廉二世次子，不伦瑞克-卡伦贝格公爵
- 1540年－1584年：埃里希二世 不伦瑞克-卡伦贝格公爵，无嗣

- 1514年－1568年：亨利九世
- 1568年－1589年：尤利烏斯 Julius 1584年卡伦贝格并入
- 1589年－1613年：亨利·尤利烏斯 Heinrich Julius 1596年格鲁本哈根并入
- 1613年－1634年：腓特烈·烏爾里希 Friedrich Ulrich 无嗣

1634年，不伦瑞克-沃尔芬比特尔绝嗣，归于不伦瑞克-丹南贝格。

### 不伦瑞克-哥廷根公爵（幼系）
- 1345年－1366年：恩斯特一世 阿尔布雷希特二世第七子
- 1366年－1394年：奧托二世
- 1394年－1442年：奧托三世 绰号“独眼龙”，无嗣

1442年并入不伦瑞克-沃尔芬比特尔。

## 不伦瑞克-沃尔芬比特尔公爵（第一次分封）
- 1279年－1292年：威廉 Wilhelm of Braunschweig-Wolfenbüttel 阿尔布雷西特一世第三子，无嗣。

1292年不伦瑞克-沃尔芬比特尔绝嗣。

## 德意志帝国的不伦瑞克公爵
1884年不伦瑞克-沃尔芬比特尔绝嗣，德意志皇帝威廉一世和威廉二世先后任命两位摄政统治不伦瑞克公国。1913年漢諾威的恩斯特·奧古斯特成为德意志皇帝威廉二世女婿，从而获得其支持即位为不伦瑞克公爵。1918年不伦瑞克君主制被推翻。
- 1885年－1906年：普鲁士的阿尔布雷希特特王子 作为摄政
- 1907年－1913年：梅克伦堡-施威林的约翰·阿尔布雷希特 作为摄政
- 1913年－1918年：恩斯特·奧古斯特